# Wanted (canção de Hunter Hayes)
"Wanted" é uma canção do cantor e compositor norte-americano, Hunter Hayes, gravada para seu álbum epônimo Hunter Hayes (2011). Foi composta por Troy Verges e Hayes, este último ficou responsável pela produção ao lado de Dann Huff. Foi lançado como segundo single do projeto em 5 de março de 2012, através da editora discográfica Atlantic Records. "Wanted" fez de Hayes o artista solo mais novo a atingir a primeira posição da tabela musical Hot Country Songs.

## Inspiração e recepção
Hunter disse em entrevista ao Taste of Country, sobre a influência para canção: "Na época, eu estava tentando dizer algo a alguém, mas eu não conseguia descobrir como dizê-lo. Então, eu queria dizer isso na música, porque eu sabia que ia ser um pouco mais impactante. Eu queria dizer que somos ótimos neste relacionamento juntos, e eu sinto que ele poderia até ficar melhor".
Billy Dukes do Taste of Country, deu a canção 4 estrelas e meia de uma escala que vai até cinco, escrevendo: É uma letra madura, que vai envolver os corações de mulheres que estão amando de todo país, e acrescentou "que a faixa é familiar sem ser genérica e cativante, sem ser melosa". Dando-lhe 5 estrelas de 5, Matt Bjorke do Roughstock, escreveu que "Storm Warning" foi um grande pontapé inicial, mas "Wanted" é a música que vai fazer Hunter Hayes, um dos artistas mais talentosos do mundo da música a chegar em anos - isso mesmo - anos".

## Apresentações ao vivo
Em 28 de setembro de 2012, Hayes fez uma apresentação de "Wanted" no programa televisivo norte-americano Late Night With Jimmy Fallon. No mês seguinte, em 22 de outubro, Hayes apresentou a canção no programa The Ellen DeGeneres Show. "Wanted" ainda foi apresentada no Grammy Awards de 2013, quando Hayes fez uma introdução à apresentação de Carrie Underwood. As faixas do disco foram interpretadas em dois festivais musicais, no CMA Music Festival e no Taste of Country Music Festival, ambos em junho de 2013. Em 20 de junho de 2013, ele apresentou os singles "Wanted" e "Somebody's Heartbreak", bem como o da reedição "I Want Crazy" no programa norte-americano The Today Show.

## Faixas
| Download digital |          |         |  |
| N.º              | Título   | Duração |  |
| 1.               | "Wanted" | 3:49    |  |

| Versão do EP Hunter Hayes: Live |                    |         |  |
| N.º                             | Título             | Duração |  |
| 1.                              | "Wanted" (ao vivo) | 4:06    |  |

## Desempenho nas tabelas musicais
| Tabela musical (2011-12)            | Melhor posição |
| ----------------------------------- | -------------- |
| Canadá (Canadian Hot 100)           | 27             |
| Estados Unidos (Billboard Hot 100)  | 16             |
| Estados Unidos (Country Songs)      | 1              |
| Estados Unidos (Country Airplay)    | 1              |
| Estados Unidos (Pop Songs)          | 23             |
| Estados Unidos (Adult Pop Songs)    | 12             |
| Estados Unidos (Adult Contemporary) | 19             |

| Tabela (2011)                      | Posição |
| ---------------------------------- | ------- |
| Estados Unidos (Billboard Hot 100) | 52      |
| Tabela (2012)                      | Posição |
| Estados Unidos (Hot Country Songs) | 20      |

| País / Provedor       | Certificação |
| --------------------- | ------------ |
| Estados Unidos / RIAA | 2× Platina   |
| Canadá / Music Canada | Platina      |